# 이치키역
이치키역(일본어: 市来駅)은 일본 가고시마현 이치키쿠시키노시에 있는 규슈 여객철도 가고시마 본선의 역이다. 단선 · 섬식의 형태를 합친 복합 구조의 철도 역사이다.

## 타는 곳
| 1 | ■ 가고시마 본선 | (상행) | 구시키노 · 센다이 방면     |
| 2 | ■ 가고시마 본선 | (하행) | 이주인 · 가고시마추오 방면 |

## 이용 현황
| 연도 | 하루 평균 인원 |
| 2004 | 601            |
| 2005 | 572            |
| 2006 | 558            |
| 2007 | 542            |
| 2008 | 523            |
| 2009 | 506            |
| 2010 | 444            |
| ---- | -------------- |

## 역 주변
- 이치키쿠시키노 시청 이치키 지소

## 역사
- 1913년 12월 25일 : 니시이치키역(일본어: 西市来駅)으로서 개업.
- 1930년 11월 3일 : 이치키역으로 개칭.

## 인접 정차역
| 규슈 여객철도 가고시마 본선    | 규슈 여객철도 가고시마 본선 | 규슈 여객철도 가고시마 본선 |
| ------------------------------ | --------------------------- | --------------------------- |
| 가미무라가쿠엔마에 센다이 방면 | ■ 보통                      | 유노모토 가고시마 중앙 방면 |